# Озарк (Міссурі)
Озарк (англ. Ozark) — місто (англ. city) в США, в окрузі Крістіан штату Міссурі. Населення — 21 284 особи (2020).

## Географія
Озарк розташований за координатами 37°1′3″ пн. ш. 93°12′54″ зх. д. / 37.01750° пн. ш. 93.21500° зх. д. (37.017541, -93.214879).  За даними Бюро перепису населення США в 2010 році місто мало площу 28,88 км², з яких 28,75 км² — суходіл та 0,13 км² — водойми.

## Демографія
Згідно з переписом 2010 року, у місті мешкало 17 820 осіб у 6603 домогосподарствах у складі 4689 родин. Густота населення становила 617 осіб/км².  Було 7311 помешкання (253/км²).
Расовий склад населення:
| - 95,2 % — білих - 0,8 % — чорних або афроамериканців - 0,5 % — корінних американців - 0,5 % — азіатів - 0,1 % — вихідців з тихоокеанських островів |

До двох чи більше рас належало 2,0 %. Частка іспаномовних становила 3,2 % від усіх жителів.
За віковим діапазоном населення розподілялося таким чином: 30,2 % — особи молодші 18 років, 59,7 % — особи у віці 18—64 років, 10,1 % — особи у віці 65 років та старші. Медіана віку мешканця становила 30,9 року. На 100 осіб жіночої статі у місті припадало 89,9 чоловіків;  на 100 жінок у віці від 18 років та старших — 85,7 чоловіків також старших 18 років.
Середній дохід на одне домашнє господарство  становив 60 286 доларів США (медіана — 45 695), а середній дохід на одну сім'ю — 65 849 доларів (медіана — 54 078). Медіана доходів становила 40 551 долар для чоловіків та 34 824 долари для жінок. За межею бідності перебувало 12,6 % осіб, у тому числі 16,6 % дітей у віці до 18 років та 6,3 % осіб у віці 65 років та старших.
Цивільне працевлаштоване населення становило 8656 осіб. Основні галузі зайнятості: освіта, охорона здоров'я та соціальна допомога — 26,7 %, роздрібна торгівля — 13,6 %, мистецтво, розваги та відпочинок — 12,5 %.